# Jennifer Thomas (luchadora)
Jennifer Thomas (Dallas, Texas; 15 de octubre de 1973) es una modelo fitness, luchadora de sesión y profesional de la lucha libre, así como culturista profesional estadounidense. Es conocida por su paso por la Ohio Valley Wrestling mientras tenía un contrato de desarrollo con la World Wrestling Entertainment y en la World Independent Ladies' Division.

## Primeros años
En el instituto, Thomas participó en atletismo, donde realizó tanto carreras de velocidad como el triple salto. Al graduarse, comenzó a levantar pesas en 1998 debido a su sobrepeso, y consiguió ser la finalista de Washington en el concurso Miss Hawaiian Tropic USA en 2000. Thomas comenzó a competir en concursos de culturismo en 2001, ganando el primer puesto y la clasificación general en la división de peso ligero del Vancouver Classic de ese año. También compitió en los Campeonatos Mundiales MuscleMania SuperBody de ese año, en los que quedó entre los diez primeros. En 2002, Thomas no tardó en participar en competiciones de fitness y de figuras, y quedó tercera en su primer concurso, el Greeley, Colorado Aloha Classic. A continuación, quedó primera en su segunda competición, el Capital City, Florida Championships, y siguió cosechando éxitos en otros concursos a lo largo del año. Thomas también empezó a aparecer en revistas ese mismo año, como el número de mayo de Southern Muscle Fitness, el de junio de Oxygen, el de agosto de Women's Physique World y el de septiembre de Flex.
En 2003, compitió en su última competición de culturismo, y terminó en sexto lugar en la división de peso pesado de los Campeonatos de California, mientras que terminó en cuarto lugar en la división de fitness de los Campeonatos. Ese mismo año, mientras se entrenaba en el Gold's Gym original de Venice Beach, Thomas fue abordada por numerosos luchadores profesionales que también entrenaban allí, como Mark Henry, The Rock, Steve Austin, Luther Reigns, Chris Masters y The Miz, que le recomendaron que hiciera una prueba de lucha libre profesional.

## Carrera como luchadora profesional

### Impact Zone Wrestling (2003–2005, 2007)
Después de entrenar con Navajo Warrior y con la empresa californiana Ultimate Pro Wrestling en 2003, Thomas debutó como profesional ese mismo año con el nombre de Karma. A partir de 2004, Thomas cambió su nombre por el de Kharma y debutó en Impact Zone Wrestling, donde pronto empezó a enfrentarse a su compañera Adrenelyn, contra la que perdió el 2 de marzo. El 1 de abril, Kharma derrotó a Adrenelyn y la derrotaría en posteriores revanchas durante todo el mes de abril antes de derrotarla por última vez el 8 de junio para poner fin a su disputa.
Kharma también luchó contra competidores masculinos en dos ocasiones durante su estancia en IZW, perdiendo primero contra Jack Bull el 12 de octubre antes de derrotar a Sheik Hussein el 26 de octubre. Después de quedar en décimo lugar en la división de fitness de los Campeonatos de Sacramento a finales de 2004, Thomas luchó su último combate en IZW el 12 de abril de 2005, cuando derrotó a Luscious y a su antigua rival Adrenelyn en un combate de triple amenaza. El 4 de mayo de 2007, Thomas regresó por única vez a IZW en un combate por el Campeonato Tag Team, que ella y Destiny perdieron ante las campeonas defensoras Bump-N-Grind (Morgan y Erica D'Erico).

### World Wrestling Entertainment (2005–2007)
Tras una breve estancia en Deep South Wrestling, uno de los dos territorios de desarrollo de World Wrestling Entertainment, a finales de 2005 con el nombre artístico de Daisy Mae, Thomas firmó un contrato de desarrollo con la WWE en diciembre. Tras recibir su contrato, Thomas retomó su nombre artístico de Kharma y, a partir de abril de 2006, se fue de gira por Corea del Sur, Japón, Guam y Hawai.

#### Ohio Valley Wrestling
Después de su gira, Thomas regresó a Estados Unidos y debutó en el principal territorio de desarrollo de la WWE, la Ohio Valley Wrestling, el 5 de junio de 2006 con su nombre artístico Daisy Mae, donde derrotó a ODB con Shelly Martínez como árbitro invitada especial. Tres días más tarde, Mae derrotó a ODB en la revancha, iniciando una disputa entre ambas. El 16 de junio, el nombre artístico de Thomas fue cambiado a simplemente Jennifer, y tanto ella como Serena perdieron un combate por equipos ante ODB y Venus. El 5 de julio, su nombre en el ring volvió a cambiar, esta vez a Jennifer Mae, ya que perdió contra Martínez. Mae lucharía su primer combate por el Campeonato Femenino el 9 de agosto, pero no pudo derrotar a ODB por el título. El 10 de septiembre, Mae se convirtió en una heel cuando ella y Cherry perdieron un combate por equipos contra Serena y Victoria Crawford.
Tras una breve disputa con Crawford, Mae participó en un combate contra la entonces campeona femenina Beth Phoenix por el título de Phoenix el 1 de noviembre, pero no pudo ganar el combate ya que Katie Lea eliminó a Serena en último lugar para ganar el título. El 6 de diciembre, Mae retó a Katie Lea por su recién ganado título femenino, pero no pudo ganar el título. Mae participó en varios combates por equipos de 8 divas a lo largo de 2007 antes de disputar su último combate en OVW el 22 de agosto, donde ella y Katie Lea ganaron un combate por equipos contra ODB y Nattie Neidhart.

### Pausa y retorno (2008–2010)
Tras ser liberada de su contrato de desarrollo con la WWE, Thomas, bajo su nombre artístico Kharma, debutó en la Extreme Canadian Championship Wrestling el 12 de diciembre, donde ella y Nikki Matthews perdieron un combate de triple amenaza contra Penni Lane para determinar la aspirante número uno al Campeonato de SuperGirls. Después del combate, Thomas se tomó un año de descanso de la lucha libre. Mientras estaba en pausa, compitió en su última competición de fitness y figura, quedando undécima en la Emerald Cup de 2008.
El 19 de diciembre de 2008, Thomas, ahora con el nombre de Chloe SnowCal y luciendo un nuevo atuendo y un nuevo gimmick "nevado tipo Playmate", regresó a la lucha libre y derrotó a Aiden Riley en el evento The Fight Before Christmas de la Empire Wrestling Federation. El 15 de febrero, Riley derrotó a Chloe en una revancha en Damage Control. El 17 de abril, en el evento Fallout, Chloe se enfrentó a Riley en una revancha, esta vez en un combate por equipos, pero no pudo derrotar a Riley. El 15 de mayo, en el 13th Anniversary Extravaganza, Chloe derrotó al luchador masculino Mondo Vega. Dos días después, Chloe participó en el torneo del Alternative Wrestling Show para determinar quién ganaría el Campeonato Femenino vacante, pero perdió en la primera ronda contra Erica D'Erico.
Chloe regresó a la EWF el 12 de junio en el evento The Covina Classic, donde perdió un combate de triple amenaza contra Harley Wonderland en el que también participó Yyan Nakano. Trece días después, Chloe derrotó a Harley en un combate individual. El 31 de julio en el Rock Slam, Nakano finalmente derrotó a Chloe en un combate individual. Cuatro meses más tarde, Chloe regresó al Alternative Wrestling Show para su evento Students and Pros, donde ella y su equipo perdieron en un combate por equipos intergénero de 10 personas.
El 22 de mayo de 2010, Thomas, ahora acortando su nombre en el ring a Chloe y abandonando el gimmick de Playmate, compitió en el combate de debut de la promoción World Independent Ladies' Division, donde derrotó a Kiara Dillon para convertirse en la campeona mundial inaugural de la promoción y también ganar el primer campeonato de su carrera de lucha libre profesional. Después de una exitosa defensa del título contra Nikki the New York Knockout el 6 de junio, Chloe perdió el título ante Thunderkitty el 29 de agosto.

## Después del wrestling y retorno
Poco después de perder el Campeonato Mundial de WILD, Thomas se tomó un descanso de la lucha libre profesional y comenzó a trabajar como luchadora de sesión cerca de finales de 2010. A principios de 2014, Thomas también comenzó a entrenar para convertirse en una luchadora de catch. Hizo su regreso a la lucha libre profesional en 2015, enfrentándose a personajes como Kiara Dillon y Katarina Leigh.
El 15 de junio de 2019 derrotó a Allie Parker para ganar el Professional Girl Wrestling Association en Los Ángeles (California).

## Historial competitivo

### Culturismo
- 2001 - Emerald Cup – quinto puesto (MW)[9][17]
- 2001 - Vancouver Classic – 1º puesto (LW y Overall)[8][17]
- 2001 - MuscleMania SuperBody World Championships – décimo puesto[9]
- 2003 - California Championships – sexto puesto (HW)[9]

### Competiciones de fitness y figura
- 2002 - Greeley, Colorado Aloha Classic – 3º puesto[17]
- 2002 - Capital City, Florida Championships – 1º puesto[17]
- 2002 - Boulder, Colorado Championships – 2º puesto[17]
- 2002 - Emerald Cup – 3º puesto[9][18]
- 2002 - Los Angeles Championships – cuarto puesto[9]
- 2003 - California Championships – cuarto puesto[9]
- 2004 - Sacramento Championships – décimo puesto[9]
- 2008 - Emerald Cup – 11º puesto[9][19]